# 4576 Янотойохіко
4576 Янотойохіко (4576 Yanotoyohiko) — астероїд головного поясу, відкритий 10 лютого 1988 року.
Тіссеранів параметр щодо Юпітера — 3,219.
Названо на честь фізика Яно Тойохіко (яп. やの・とよひこ(矢野豊彦)).